# Notitia Episcopatuum
As Notitiae Episcopatuum (singular: Notitia Episcopatuum) eram documentos oficiais que forneciam aos países orientais a lista e a classificação hierárquica dos bispados metropolitanos e sufragâneos de uma Igreja.
Na Igreja Romana (o 'Patriarcado Ocidental' de Roma, de rito majoritariamente latino), arcebispos e bispos eram classificados de acordo com a antiguidade de sua consagração, e na África de acordo com sua idade. Nos patriarcados orientais, no entanto, a posição hierárquica de cada bispo era determinada pela sé que ele ocupava.
Assim, no Patriarcado de Constantinopla, o primeiro metropolita não era o mais longo ordenado, mas quem quer que fosse o titular da Sé de Cesareia; o segundo era o arcebispo de Éfeso, e assim por diante. Em cada província eclesiástica, a posição de cada sufragâneo (sé) era assim determinada, e permanecia inalterada, a menos que a lista fosse posteriormente modificada.
A ordem hierárquica incluía, em primeiro lugar, o patriarca; depois, os "metropolitas maiores", ou seja, aqueles que tinham arquidioceses com sedes sufragâneas; depois, os " metropolitas autocéfalos", que não tinham sés sufragâneas e estavam diretamente sujeitos ao patriarca; depois, outros arcebispos, embora não diferindo funcionalmente dos metropolitas autocéfalos, cujas sés ocupavam uma posição hierárquica inferior à deles e também eram imediatamente dependentes do patriarca; depois, os "simples", ou seja, bispos isentos, nem arcebispos nem sufragâneos; e, por último, os bispos sufragâneos, que dependiam de um arcebispado metropolitano (Maior).
Não se sabe por quem essa ordem tão antiga foi estabelecida, mas é provável que, no início, as sés metropolitanas e os simples bispados isentos tenham sido classificados de acordo com a data de suas respectivas fundações, sendo essa ordem modificada posteriormente por considerações políticas e religiosas.
Os principais documentos (por Igreja) são:

## Patriarcado de Constantinopla
- A Ecthesis de pseudo-Epifânio, uma revisão do século VII de uma Notitia Episcopatuum anterior (que foi criada provavelmente pelo patriarca Epifânio sob o imperador bizantino Justiniano I), compilada e alterada durante o reinado do imperador Heráclio I (610-641) e seus sucessores.[3][4][5]
- uma Notitia que remonta aos primeiros anos do século IX e que difere pouco da anterior
- a Notitia de Basílio, o Armênio, elaborada entre 820 e 842;
- a Notitia compilada por Leão VI, o Sábio , e pelo patriarca Nicolau Místico entre 901 e 907, modificando a ordem hierárquica estabelecida no século VII e desde então perturbada pela incorporação das províncias eclesiásticas da Ilíria e do Sul da Itália no Patriarcado Bizantino.[5]
- Notitiae episcopatuum de Constantino Porfirogênito (c. 940), de João I Tzimisces (c. 980), de Alexius I Comnenus (cerca de 1084), de Nilus Doxapatris (1143), de Manuel Comnenus (c. 1170), de Isaac Angelus (final do século XII), de Miguel VIII Paleólogo (c. 1270), de Andrônico II Paleólogo (cerca de 1299) e de Andrônico III Paleólogo (c. 1330).[6][7]

Todas estas Notitiae são publicadas em:
- Gustav Parthey, Hieroclis Synecdemus (Berlim, 1866);[8]
- Heinrich Gelzer, Georgii Cyprii Descriptio orbis romani (Leipzig, 1890);
- Heinrich Gelzer, Index lectionum Ienae (Jena, 1892);
- Heinrich Gelzer, Ungedruckte und ungenügend veröffentlichte Texte der Notitiae episcopatuum (Munique, 1900).[3]

As obras posteriores são apenas cópias mais ou menos modificadas da Notitia de Leão VI e, portanto, não apresentam a verdadeira situação, que foi profundamente alterada pelas invasões islâmicas da região. Após a captura de Constantinopla pelos turcos em 1453, outra Notitia foi escrita, retratando a situação real, e nela se baseiam quase todas as que foram escritas desde então. O termo Syntagmation é agora usado pelos gregos para esses documentos.

## Patriarcado de Antioquia
A única Notitia episcopatuum conhecida para a Igreja de Antioquia é aquela elaborada no século VI pelo patriarca Anastácio.

## Patriarcados de Jerusalém e Alexandria
O Patriarcado de Jerusalém não tem tal documento, nem o de Alexandria, embora para este último Gelzer tenha coletado documentos que podem ajudar a remediar a deficiência. De Rougé publicou um documento copta que ainda não foi estudado. Outras Igrejas que têm Notitiae são a Igreja Ortodoxa Cipriota, a Igreja Ortodoxa Sérvia, a Igreja Ortodoxa Russa e a Igreja Ortodoxa Georgiana.

## Edições
- Parthey, Gustav, ed. (1866). Hieroclis Synecdemus et notitiae Graecae episcopatuum: Accedunt Nili Doxapatrii notitia patriarchatuum et locorum nomina immutata. Berolini: In aedibus Friderici Nicolai.
- Gelzer, Heinrich, ed. Ungedruckte und ungenügend veröffentlichte Texte der Notitiae episcopatuum. München: Akademie der Wissenschaften.
- Darrouzès, Jean, ed. (1981). Notitiae Episcopatuum Ecclesiae Constantinopolitanae. Paris: Institut français d'études byzantines.